# Portrait de Jerónimo de Cevallos
Le Portrait de Jerónimo de Cevallos (Retrato de Jerónimo de Cevallos) est une peinture à l'huile sur toile de  64 × 54 cm réalisée par  Le Greco et conservée au Musée du Prado depuis 1794,.

## Analyse
Jerónimo de Cevallos (1562-1641) était un avocat respecté de la ville de Tolède, où il occupait la fonction de conseiller. Il a étudié le droit à Salamanque et Valladolid. Il était avocat et écrivain de profession, il était également impliqué dans la politique. C'était un ami du Greco et de son fils Jorge Manuel. En 1623, il publie un ouvrage intitulé Arte real para el buen gobierno (« L'Art royal de la bonne gouvernance »), censé aider le roi Philippe IV.
Ce personnage a été peint vers 1613 sur un fond sombre et neutre. Le centre de l'image est le visage de Cevallos, entouré d'une grande fraise blanche. La tête légèrement penchée, avec les yeux et les oreilles pas tout à fait dans leurs axes horizontaux, donne  au portrait un réalisme extraordinaire. Les couleurs sombres et les coups de pinceau légers ont aidé le peintre à capturer le caractère du personnage. Le style est dérivé des peintures du Titien et de l'école vénitienne. Ce portrait est considéré comme l'un des meilleurs portraits du Greco, à côté du Portrait d'un gentilhomme la main sur la poitrine.
La peinture a été réalisée pour Cevallos et se trouvait dans sa collection privée à côté de l'œuvre d'un Saint François.